# لوکاس لاوالی
لوکاس لاوالی (انگلیسی: Lucas Lavallée؛ زادهٔ ۱۸ فوریهٔ ۲۰۰۳) بازیکن فوتبال اهل فرانسه است که در حال حاضر برای اوبنی در پست دروازه‌بان بازی می‌کند.
از باشگاه‌هایی که در آن بازی کرده است می‌توان به پاری سن-ژرمن، پاری سن-ژرمن و ساحلی دانکرک اشاره کرد.
وی همچنین در تیم‌های ملی فوتبال زیر ۱۶ سال، زیر ۱۷ سال و زیر ۲۰ سال فرانسه بازی کرده است.